# Flinttjärnen
Flinttjärnen är en sjö i Vansbro kommun i Dalarna och ingår i Dalälvens huvudavrinningsområde. Sjön har en area på 0,0621 kvadratkilometer och ligger 240,6 meter över havet.

## Delavrinningsområde
Flinttjärnen ingår i det delavrinningsområde (671712-141158) som SMHI kallar för Ovan VDRID = Flögan i Vanåns vattendragsyta. Medelhöjden är 259 meter över havet och ytan är 11,65 kvadratkilometer. Räknas de 202 avrinningsområdena uppströms in blir den ackumulerade arean 2 292,58 kvadratkilometer. Vanån som avvattnar avrinningsområdet har biflödesordning 3, vilket innebär att vattnet flödar genom totalt 3 vattendrag innan det når havet efter 325 kilometer. Avrinningsområdet består mestadels av skog (67 procent) och sankmarker (18 procent). Avrinningsområdet har 0,54 kvadratkilometer vattenytor vilket ger det en sjöprocent på 4,6 procent.